# Strobilanthes botryantha
Strobilanthes botryantha là một loài thực vật có hoa trong họ Ô rô. Loài này được D. Fang & H.S. Lo miêu tả khoa học đầu tiên năm 1997.